# 浅井長時
浅井 長時（あざい ながとき）は、戦国時代から安土桃山時代にかけての武将。織田氏の家臣。尾張国苅安賀城主。

## 経歴
浅井新八郎（諱は政貞等）の子。『寛政重修諸家譜』では某とされ、母の記名はなく、幼名は田宮丸、諱は長時に作るとある。
天正10年（1582年）の本能寺の変以前に父の遺領を継ぎ、尾張衆として織田信忠の軍団に組み込まれる。
本能寺の変後は、尾張を領した織田信雄に仕える。
天正12年（1584年）正月、信雄の家老である岡田重孝、津川義冬、滝川雄利、長時の四名が羽柴秀吉に招かれて大坂に赴き、密談の後に起請文を書かされた。このとき唯一拒否して帰った滝川がこれを信雄に報告したため、信雄は長時らが秀吉に内通したと怒り、3月6日に三家老を長島城に呼び出した。そこで岡田を土方雄久に、津川を飯田正家に、長時を森久三郎にそれぞれ誅殺させた。その後、苅安賀城は森に与えられた。
『重修譜』に長時の没年16とあり、谷口克広はそれでほぼ正しいだろうとする。

## 登場作品
- 徳川家康（1983年、演：高橋豊）